# Orsinome vorkampiana
Orsinome vorkampiana is een spinnensoort in de taxonomische indeling van de strekspinnen.
Het dier behoort tot het geslacht Orsinome. De wetenschappelijke naam van de soort werd voor het eerst geldig gepubliceerd in 1907 door Embrik Strand.